# رودلف أندرسن
رودلف أندرسن (بالدنماركية: Rudolf Andersen)‏ هو لاعب جمباز فني دنماركي، ولد في 11 أغسطس 1899 في كوبنهاغن في الدنمارك، وتوفي بنفس المكان في 7 يوليو 1983.

## وصلات خارجية
- رودلف أندرسن على موقع أوليمبيديا (الإنجليزية)